# Distretto di Huqiu
Il distretto di Huqiu (虎丘区S, Hǔqiū QūP) è un distretto della Cina, situato nella provincia di Jiangsu e amministrato dalla prefettura di Suzhou.